# Kền kền râu
Kền kền râu (tên khoa học Gypaetus barbatus) là một loài chim săn mồi duy nhất trong chi Gypaetus, họ Accipitridae. Theo truyền thống được coi một loài kền kền Cựu thế giới, nhưng nó thực sự tạo thành một dòng nhỏ của Accipitridae cùng với kền kền Ai Cập (Neophron percnopterus), là loài còn sống tương đối gần gũi nhất với nó. Mặc dù không giống nhau, kền kền Ai Cập và kền kền râu đều có đuôi hình thoi, là bất thường giữa các loài chim săn mồi.
Kền kền râu có kích thước rất lớn, với chiều dài trên 1,2 m và sải cánh lên đến gần 3 m. Khối lượng từ 4,5 - 8,0 kg. Nó ăn chủ yếu xác chết và thi thoảng là cả con mồi sống, sinh sản trên những vách núi cao ở phía nam Châu Âu, Kavkaz Bắc Phi, phía nam châu Phi, tiểu lục địa Ấn Độ và Tây Tạng. Chúng đẻ một đến hai quả trứng vào giữa mùa thu và nở vào mùa xuân. Chúng là loài định cư.

## Phân bố và môi trường sống
Kền kền râu phân bố thưa thớt trên một phạm vi rộng lớn, đáng kể. Chúng hiện diện ở các vùng núi ở Pyrenees, Alps, bán đảo Ả Rập, vùng Caucasus, dãy núi Zagros, Alborz, Koh-i-Baba ở Bamyan, Afghanistan, dãy núi Altai, Himalaya, Ladakh ở miền bắc Ấn Độ, miền tây và miền trung Trung Quốc . Ở châu Phi, nó được tìm thấy ở Dãy núi Atlas, Cao nguyên Ethiopia và phía nam từ Sudan đến đông bắc Cộng hòa Dân chủ Congo, miền trung Kenya và miền bắc Tanzania. Một nhóm dân cư biệt lập sinh sống tại Drakensberg của Nam Phi.

## Hành vi

### Chế độ ăn

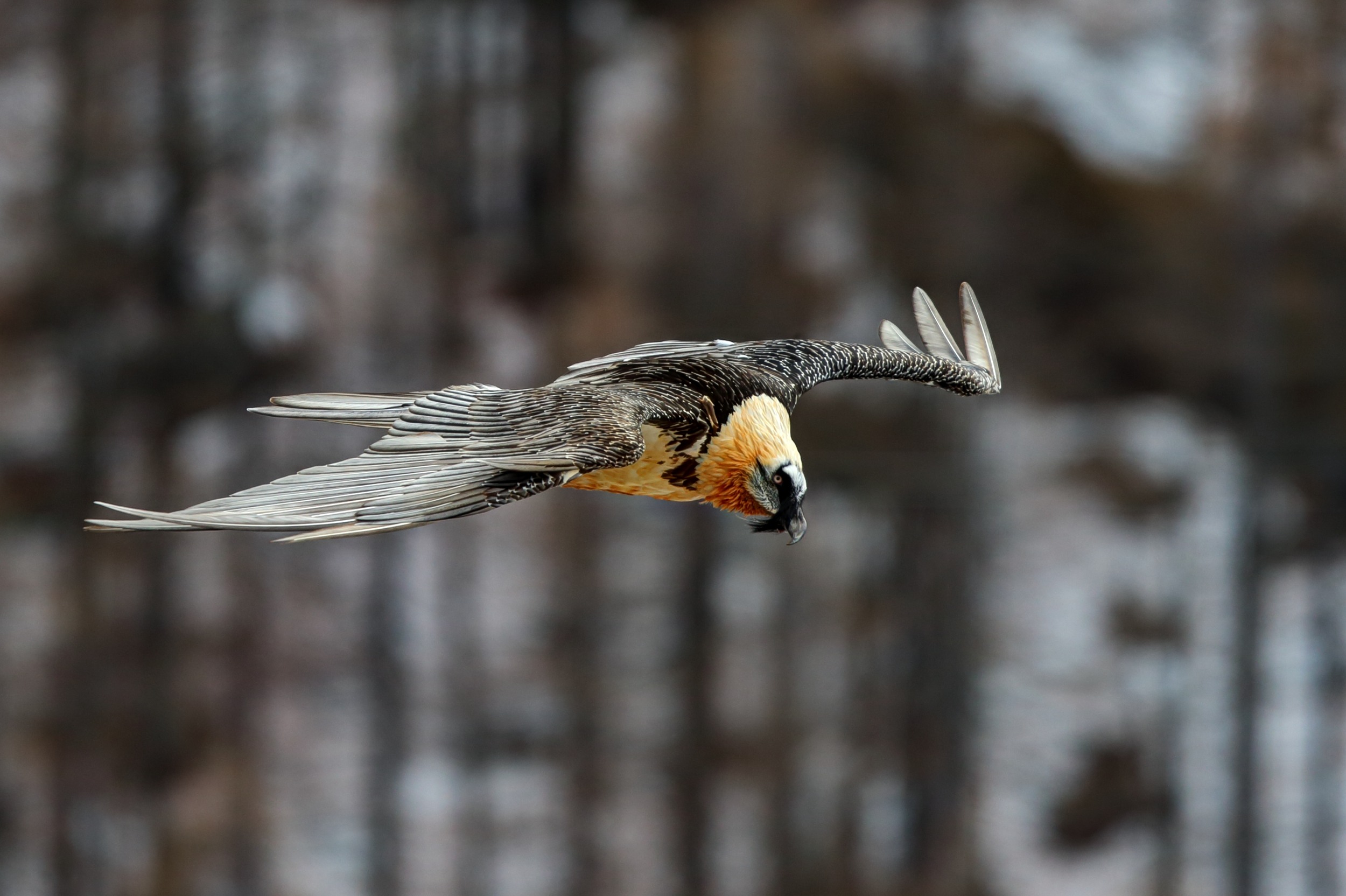
Một con kền kền râu bay ở vườn quốc gia Gran Paradiso, Italia

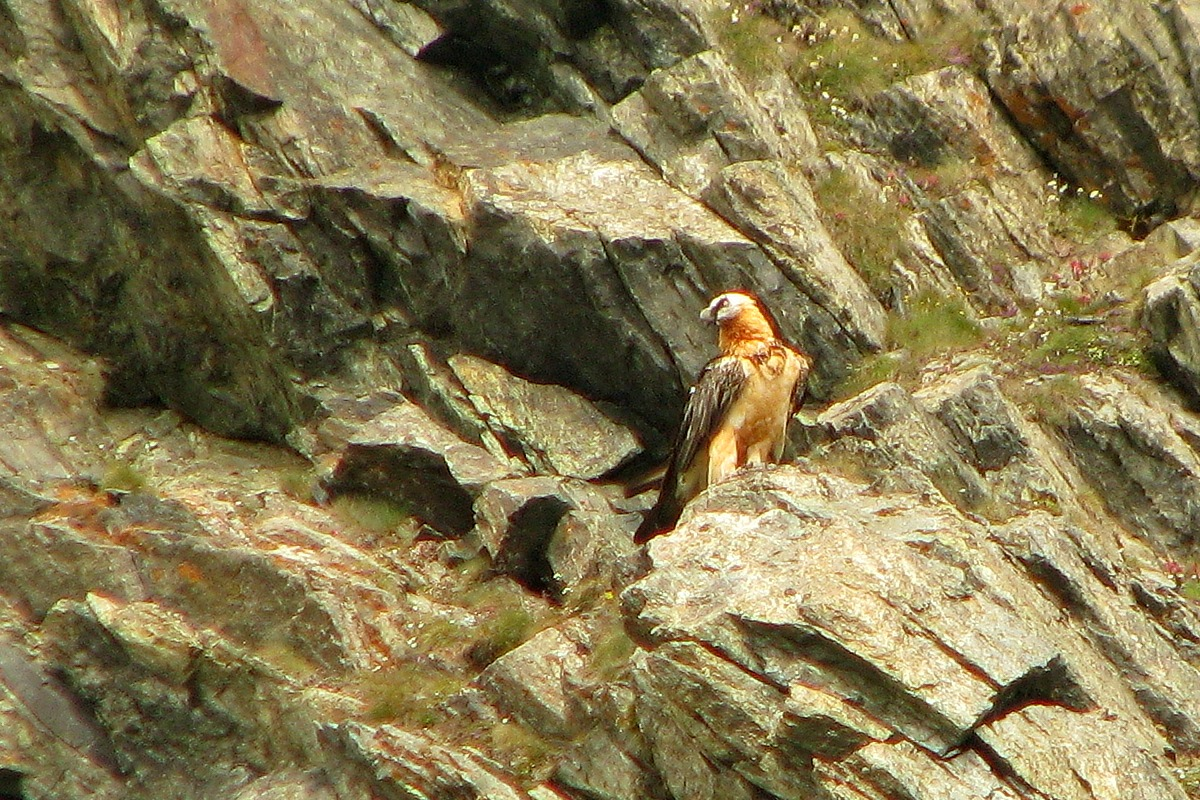
Kền kền râu trên đá ở vườn quốc gia Gran Paradiso

Giống như những kền kền khác, nó là một loài ăn xác thối, chủ yếu ăn ăn phần còn lại của xác chết động vật. Chế độ ăn của kền kền râu bao gồm động vật có vú (93%), chim (6%) và bò sát (1%), với động vật móng guốc cỡ trung bình chiếm một phần lớn trong chế độ ăn.
Kền kền râu tránh ăn xác chết của các loài lớn hơn (như bò và ngựa) có lẽ vì mất công xử lý nhiều nhưng lợi ích thu lại khi xử lý vận chuyển đi và tiêu hóa lớn hơn.
Chúng thường coi thường thịt xác chết và chế độ ăn thường là 85–90% tủy xương. Đây là loài chim sống duy nhất chuyên ăn tủy. Kền kền râu có thể nuốt toàn bộ hoặc mổ qua xương giòn có kích thước bằng xương đùi cừu và hệ tiêu hóa mạnh mẽ của chúng nhanh chóng tiêu tan ngay cả những mảnh lớn. Kền kền râu đã học cách bẻ gãy xương quá lớn để có thể nuốt chửng bằng cách mang chúng bay lên độ cao 50–150 m (160–490 ft) trên mặt đất và sau đó thả chúng xuống những tảng đá bên dưới, đập chúng thành những mảnh nhỏ hơn và để lộ ra phần tủy bổ dưỡng. Chúng có thể bay lên với cục xương có đường kính lên đến 10 cm (3,9 in) và nặng đến 4 kg (8,8 lb), hay gần bằng trọng lượng cơ thể chúng.
Sau khi thả những chiếc xương lớn, kền kền râu bay lượn hoặc bay lướt xuống để kiểm tra chúng và có thể lặp lại hành động này nếu xương chưa đủ nứt. Kỹ năng học được này đòi hỏi những chú chim chưa trưởng thành phải luyện tập nhiều và mất tới bảy năm để thành thạo. Ít thường xuyên hơn, những con chim này đã được quan sát cố gắng làm gãy xương (thường có kích thước trung bình) bằng cách ngậm xương ở mỏ và đập vào đá. Trong mùa sinh sản, chúng chủ yếu ăn xác thịt. Chúng thích các chi của cừu và các loài động vật có vú nhỏ khác và chúng mang thức ăn về tổ, không giống như các loài kền kền khác cho chim non ăn bằng cách mớm thức ăn nôn ra từ cổ họng.
Con mồi còn sống đôi khi bị kền kền râu tấn công, với mức độ thường xuyên hơn bất kỳ loài kền kền nào khác. Trong số này, rùa dường như được chúng ưa thích đặc biệt tùy thuộc vào sự phong phú của loài rùa này tại địa phương. Rùa bị chúng săn bắt có thể nặng gần bằng kền kền săn mồi. Để giết rùa cạn, kền kền râu bay theo chúng đến một độ cao nào đó và thả chúng xuống để làm nứt lớp vỏ cứng của loài bò sát cồng kềnh. Đại bàng vàng đã được ghi nhận có cách giết rùa theo cách tương tự. 
Các động vật sống khác, có kích thước gần bằng kích thước của chúng, đã được quan sát thấy bị bắt giữ và thả xuống trong chuyến bay. Trong số này có procavia capensis, thỏ đồng, macmot và trong một trường hợp là một con kỳ đà dài 62 cm (24 in).
Các loài động vật lớn hơn đã từng bị kền kền râu tấn công, bao gồm sơn dương, dê capra, sơn dương Chamois và linh dương Steenbok. Những con vật này đã bị giết bởi cú tân công bất ngờ của kền kền râu và kền kền râu vỗ cánh cho đến khi nạn nhân rơi khỏi những gờ đá dựng đứng và chết; mặc dù trong một số trường hợp, đây có thể là những vụ giết chết tình cờ khi cả kền kền và động vật có vú gây bất ngờ cho nhau. Nhiều động vật lớn bị kền kền râu giết chết còn non không vững, có biểu hiện ốm yếu hoặc rõ ràng là bị thương.
Theo giai thoại, con người đã bị giết theo cách tương tự. Tuy nhiên, điều này vẫn chưa được xác nhận và nếu nó xảy ra, hầu hết các nhà sinh vật học đã nghiên cứu về loài chim này thường đồng ý rằng đó là tình cờ đối với loài kền kền râu. Đôi khi là những loài chim sống trên mặt đất nhỏ hơn, chẳng hạn như gà gô và Họ Bồ câu, đã được ghi nhận bì kền kền râu săn bắt, có thể là xác thịt tươi (thường bị kền kền râu bỏ qua) hoặc bị kền kền giết bằng đôi cánh. Trong khi kiếm ăn xương hoặc con mồi sống khi đang bay, kền kền râu bay khá thấp trên mặt đất đá, bay quanh cao 2 đến 4 m (6,6 đến 13,1 ft). Thỉnh thoảng, Các cặp đôi sinh sản có thể kiếm ăn và săn mồi cùng nhau. Ở cao nguyên Ethiopia, kền kền râu đã thích nghi với việc sống phần lớn dựa vào rác thải của con người.

### Sinh sản
Kền kền râu chiếm một vùng lãnh thổ rộng lớn quanh năm. Nó có thể kiếm ăn hơn 2 km2 (0,77 dặm vuông Anh) mỗi ngày. Thời kỳ sinh sản có thể thay đổi, từ tháng 12 đến tháng 9 ở Eurasia, tháng 11 đến tháng 6 ở tiểu lục địa Ấn Độ, tháng 10 đến tháng 5 ở Ethiopia, quanh năm ở miền đông châu Phi và tháng 5 đến tháng 1 ở miền nam châu Phi. Mặc dù nói chung là sinh sống đơn độc, mối quan hệ giữa một cặp sinh sản thường rất chặt chẽ. Sự chăm sóc chung thủy một vợ một chồng xảy ra ở kền kền râu. Trong một số trường hợp, tình trạng đa phu đã được ghi nhận trong loài. Màn tranh giành lãnh thổ và sinh sản giữa kền kền râu thường rất ngoạn mục, liên quan đến việc phô diễn móng vuốt, nhào lộn và xoắn ốc khi bay một mình. Những con chim lớn cũng thường xuyên khóa chân nhau và bay một khoảng cách trên bầu trời với nhau. Ở châu Âu, các cặp kền kền râu sinh sản được ước tính là 120 con. Tỷ lệ sinh sản trung bình của kền kền râu là 0,43 ± 0,28 con non/cặp sinh sản / năm và mức độ thành công sinh sản trung bình 0.56±0.30 chim non đủ lông đủ cánh/cặp sinh sản/năm.
Tổ là một đống lớn các que cây, bề ngang 1 m và chiều sâu 69 cm khi tổ được xây lần đầu lên đền bề ngang 2,5 m và chiều sâu 1 m, với một lớp phủ của các chất động vật khác nhau từ thực phẩm, sau khi sử dụng nhiều lần. Con cái thường đẻ một lứa từ 1 đến 2 quả trứng, mặc dù 3 quả đã được ghi nhận trong những trường hợp hiếm hoi, được ấp trong 53 đến 60 ngày. Sau khi nở, con non dành từ 100 đến 130 ngày trong tổ trước khi ra ràng. Con non có thể phụ thuộc vào bố mẹ đến 2 năm, buộc bố mẹ phải làm tổ trong những năm thay thế một cách thường xuyên. Thông thường, kền kền râu làm tổ trong các hang hốc và trên các gờ và mỏm đá hoặc hang động trên các bức tường đá dốc, vì vậy rất khó khăn cho các động vật có vú ăn thịt tiếp cận tổ của chúng. Kền kền râu hoang dã có tuổi thọ trung bình là 21,4 năm tuổi, nhưng đã được quan sát là sống ít nhất 45 năm trong điều kiện nuôi nhốt.